# 1708

## Събития
- 28 септември – Велика Северна война: руските войски разгромяват шведите в битката при Лесная.

## Родени
- 16 октомври – Албрехт фон Халер, швейцарски поет и учен
- 15 ноември – Уилям Пит-старши, британски политик

## Починали
- 18 септември – Бенин Доверн дьо Сен-Мар, френски офицер
- 28 декември – Жозеф Питон дьо Турнфор, френски ботаник